# HLA (програмування)
HLA (англ. «High Level Assembl/y/er» — Асе́мблер високого рівня) — мова програмування низького рівня, створена Рендаллем Гайдом. Але з використанням конструкцій таких як IF, WHILE, FOR тощо, запозичених у високорівневих мов програмування (Pascal, Ada і C++). Спочатку розроблявся як інструмент для вивчення мов асемблера у коледжах та університетах з метою використовувати існуючі знання учнів в інших мовах програмування, щоб максимально швидко навчити низькорівневим конструкціям.

## Порівняння високорівневого і низькорівневого асемблера
HLA v2.x підтримує такі самі низькорівневі інструкції як і низькорівневий асемблер. Різниця полягає в тому, що високорівневі асемблери (такі як HLA, MASM, чи TASM на x86) додатково підтримують такі конструкції, як IF, WHILE, FOR, структури, унії і навіть класи.
Компілятор HLA включає в себе стандартну бібліотеку: функції, процедури і макроси, які дають можливість зменшити час на розробку програми.

## Приклади програм

### Компіляція програм
- Встановити компілятор HLA.

- Відкрити командну строку (Від імені адміністратора і перейти в дирикторію розташування <fileName>.hla).
- hla <fileName>.hla — компіляція.
- ./<fileName>.exe — запуск.

### «Привіт, світ!»
```
program
 
Hello
;

#
include
(
"
stdlib
.
hhf
"
)
;

begin
 
Hello
;

stdout
.
put
(
"
Hello
,
 
World
!"
)
;

end
 
Hello
;

```

### Цикл for
```
program
 
For
;

#
include
(
"
stdlib
.
hhf
"
)
;

static

    
i
:
 
int8
;

begin
 
For
;

for
(
 
mov
(
 
0
,
 
i
)
;
 
i
 
<
 
10
;
 
inc
(
i
)
 
)
 
do

    
stdout
.
put
(
 
i
,
 
nl
)
;
     
// nl - новий рядок

endfor
;

end
 
For
;

```

### Матриця
```
program
 
Array
;

#
include
(
"
stdlib
.
hhf
"
)
;

static

    
i
:
 
int32
;

    
j
:
 
int32
;

    
twoD
:
 
int32
[
8
,
4
]
:=
[
1
,
2
,
3
,
4
,
5
,
6
,
7
,
8
,
9
,
10
,
11
,
12
,

                    
13
,
14
,
15
,
16
,
17
,
18
,
19
,
20
,
21
,
22
,
 

                    
23
,
24
,
25
,
26
,
27
,
28
,
29
,
30
,
31
,
32
]
;

    
// 4 - рядки, 8 - стовпці 

    

begin
 
Array
;

// Програма бере від користувача номер рядка та стовпця 

// та виводить на екран значення з  матриці twoD

stdout
.
put
(
"Прошу
 
подати
 
i
:
 
"
)
;

stdin
.
get
(
i
)
;

stdout
.
put
(
"Прошу
 
подати
 
j
:
 
"
)
;

stdin
.
get
(
j
)
;

mov
(
i
,
ebx
)
;

shl
(
3
,
ebx
)
;
 
// shift left - зсування бітів на 3 знаки вліво

add
(
j
,
ebx
)
;

stdout
.
put
(
"В
 
поданих
 
пунктах
 
i
,
 
j
,
 
значення
 
=
 
"
)
;

stdout
.
put
(
twoD
[
ebx
*
4
])
;

end
 
Array
;

```